# Lista das subdivisões da Escócia por população
Está é uma lista das council areas da Escócia ordenada porpopulação. Os dados mostrados aqui são estimativas de 2007 do censo nacional.
| Posição | Council Area          | População |
| ------- | --------------------- | --------- |
| 1       | Glasgow               | 581,900   |
| 2       | Edinburgo             | 468,100   |
| 3       | Fife                  | 360,500   |
| 4       | North Lanarkshire     | 324,700   |
| 5       | South Lanarkshire     | 309,500   |
| 6       | Aberdeenshire         | 239,200   |
| 7       | Highland              | 217,400   |
| 8       | Aberdeen              | 209,300   |
| 9       | Renfrewshire          | 169,600   |
| 10      | West Lothian          | 167,800   |
| 11      | Falkirk               | 150,700   |
| 12      | Dumfries and Galloway | 148,300   |
| 13      | Dundee                | 142,200   |
| 14      | Perth and Kinross     | 142,100   |
| 15      | North Ayrshire        | 135,800   |
| 16      | East Ayrshire         | 119,600   |
| 17      | South Ayrshire        | 111,700   |
| 18      | Scottish Borders      | 111,400   |
| 19      | Angus                 | 109,900   |
| 20      | East Dunbartonshire   | 104,900   |
| 21      | East Lothian          | 94,400    |
| 22      | Argyll and Bute       | 91,400    |
| 23      | West Dunbartonshire   | 91,100    |
| 24      | East Renfrewshire     | 89,300    |
| 25      | Stirling              | 88,200    |
| 26      | Moray                 | 86,900    |
| 27      | Inverclyde            | 81,100    |
| 28      | Midlothian            | 79,500    |
| 29      | Clackmannanshire      | 49,900    |
| 30      | Outer Hebrides        | 26,300    |
| 31      | Shetland              | 22,000    |
| 32      | Orkney                | 19,900    |